# Hwang Seok-ho
Hwang Seok-ho (Koreaans: 黄錫鎬; Cheongju, 27 juni 1989) is een Zuid-Koreaans voetballer die doorgaans speelt als centrale verdediger. In juni 2025 verruilde hij Ulsan HD voor Suwon Bluewings. Hwang maakte in 2012 zijn debuut in het Zuid-Koreaans voetbalelftal.

## Clubcarrière
Hwang speelde voetbal op zijn universiteit en in 2012 stapte hij over naar het Japanse Sanfrecce Hiroshima. Hij debuteerde op 24 maart, toen er met 2–0 gewonnen werd tegen Kashima Antlers en Hwang mocht voor het eerst zijn opwachting maken. Zijn eerste competitiedoelpunt maakte de verdediger op 10 juli 2013, toen er met 4–2 gewonnen werd van Kawasaki Frontale. In 2012 en 2013 haalde Sanfrecce het landskampioenschap binnen. Kashima Antlers nam hem over in januari 2015. In zijn tweede seizoen bij de club werd hij voor de derde maal landskampioen. Na twee jaar verkaste de centrumverdediger naar Tianjin Teda, waar hij zijn handtekening zette onder een verbintenis voor de duur van één seizoen. Na één jaar keerde Hwang terug naar Japan, waar hij voor Shimizu S-Pulse ging spelen. Na drie seizoenen verkaste de verdediger naar Sagan Tosu, om in januari 2024 bij Ulsan HD terug te keren naar Zuid-Korea. Medio 2025 nam Suwon Bluewings hem over.

## Clubstatistieken
| Seizoen | Club                | Competitie   | Competitie | Competitie | Beker | Beker | Internationaal | Internationaal | Totaal | Totaal |
| Seizoen | Club                | Competitie   | Wed.       | Dlp.       | Wed.  | Dlp.  | Wed.           | Dlp.           | Wed.   | Dlp.   |
| ------- | ------------------- | ------------ | ---------- | ---------- | ----- | ----- | -------------- | -------------- | ------ | ------ |
| 2012    | Sanfrecce Hiroshima | J1 League    | 18         | 0          | 4     | 0     | 3              | 0              | 25     | 0      |
| 2013    | Sanfrecce Hiroshima | J1 League    | 26         | 3          | 2     | 0     | 3              | 0              | 31     | 2      |
| 2014    | Sanfrecce Hiroshima | J1 League    | 12         | 0          | 3     | 0     | 5              | 1              | 20     | 1      |
| 2015    | Kashima Antlers     | J1 League    | 24         | 0          | 4     | 1     | 5              | 0              | 33     | 1      |
| 2016    | Kashima Antlers     | J1 League    | 15         | 0          | 3     | 0     | 2              | 0              | 20     | 0      |
| 2017    | Tianjin Teda        | Super League | 15         | 0          | 0     | 0     | —              | —              | 15     | 0      |
| 2018    | Shimizu S-Pulse     | J1 League    | 32         | 1          | 0     | 0     | —              | —              | 32     | 1      |
| 2019    | Shimizu S-Pulse     | J1 League    | 26         | 0          | 4     | 0     | —              | —              | 30     | 0      |
| 2020    | Shimizu S-Pulse     | J1 League    | 19         | 2          | 0     | 0     | —              | —              | 19     | 2      |
| 2021    | Sagan Tosu          | J1 League    | 28         | 0          | 1     | 0     | —              | —              | 29     | 0      |
| 2022    | Sagan Tosu          | J1 League    | 25         | 4          | 2     | 0     | —              | —              | 27     | 4      |
| 2023    | Sagan Tosu          | J1 League    | 18         | 1          | 2     | 1     | —              | —              | 20     | 2      |
| 2024    | Ulsan HD            | K League 1   | 18         | 0          | 2     | 0     | 11             | 0              | 31     | 0      |
| 2025    | Ulsan HD            | K League 1   | 3          | 0          | 0     | 0     | —              | —              | 3      | 0      |
| 2025    | Suwon Bluewings     | K League 2   | 3          | 0          | 0     | 0     | —              | —              | 3      | 0      |
| Totaal  | Totaal              | Totaal       | 282        | 11         | 29    | 2     | 30             | 1              | 341    | 14     |

Bijgewerkt op 23 juni 2025.

## Interlandcarrière
Hwang nam met het Zuid-Koreaans olympisch voetbalelftal onder leiding van bondscoach Hong Myung-bo deel aan de Olympische Spelen van 2012 in Londen. Het team behaalde brons, nadat het in het Millennium Stadium in Cardiff in de kleine finale met 2–0 te sterk was voor Japan. Zijn debuut in het Zuid-Koreaans voetbalelftal volgde op 14 november 2012. Op die dag werd een vriendschappelijke wedstrijd tegen Australië met 1–2 gewonnen. Hwang mocht van bondscoach Choi Kang-hee tijdens de rust invallen voor Shin Kwang-hoon. Op 5 mei 2014 werd bekendgemaakt dat Hwang onderdeel uitmaakte van de Zuid-Koreaanse selectie voor het WK 2014 in Brazilië.
| Interlands van Hwang Seok-ho voor Zuid-Korea | Interlands van Hwang Seok-ho voor Zuid-Korea | Interlands van Hwang Seok-ho voor Zuid-Korea | Interlands van Hwang Seok-ho voor Zuid-Korea | Interlands van Hwang Seok-ho voor Zuid-Korea | Interlands van Hwang Seok-ho voor Zuid-Korea |
| №                                            | Datum                                        | Wedstrijd                                    | Uitslag                                      | Competitie                                   | Goals                                        |
| Als speler bij Sanfrecce Hiroshima           | Als speler bij Sanfrecce Hiroshima           | Als speler bij Sanfrecce Hiroshima           | Als speler bij Sanfrecce Hiroshima           | Als speler bij Sanfrecce Hiroshima           | Als speler bij Sanfrecce Hiroshima           |
| -------------------------------------------- | -------------------------------------------- | -------------------------------------------- | -------------------------------------------- | -------------------------------------------- | -------------------------------------------- |
| 1                                            | 14 november 2012                             | Zuid-Korea – Australië                       | 1 – 2                                        | Vriendschappelijk                            |                                              |
| 2                                            | 24 juli 2013                                 | Zuid-Korea – China                           | 0 – 0                                        | Oost-Azië Cup 2013                           |                                              |
| 3                                            | 14 augustus 2013                             | Zuid-Korea – Peru                            | 0 – 0                                        | Vriendschappelijk                            |                                              |
| 4                                            | 18 juni 2014                                 | Rusland – Zuid-Korea                         | 1 – 1                                        | WK 2014                                      |                                              |

Bijgewerkt op 23 juni 2025.

## Erelijst
| Competitie          | Aantal              | Jaren               |                     |                     |
| Sanfrecce Hiroshima | Sanfrecce Hiroshima | Sanfrecce Hiroshima | Sanfrecce Hiroshima | Sanfrecce Hiroshima |
| ------------------- | ------------------- | ------------------- | ------------------- | ------------------- |
| J1 League           | 2                   | 2012, 2013          |                     |                     |
| Supercup            | 2                   | 2013, 2014          |                     |                     |
| Kashima Antlers     |                     |                     |                     |                     |
| J1 League           | 1                   | 2016                |                     |                     |
| J-League Cup        | 1                   | 2015                |                     |                     |
| Emperor's Cup       | 1                   | 2016                |                     |                     |